# A Little Party Never Killed Nobody (All We Got)
A Little Party Never Killed Nobody (All We Got) je píseň z roku 2013 od Fergie, Q-Tip a GoonRock pro soundtrack k filmu Velký Gatsby, filmové adaptaci stejnojmenné novely od F. Scotta Fitzgeralda, která byla vydána přes Interscope Records dne 6. května 2013.

## Umístění v hitparádách
| Žebříček (2013)                                           | Nejvyšší umístění |
| Austrálie (ARIA Charts)                                   | 41                |
| Belgie (Ultratip Flanders)                                | 72                |
| Belgie (Ultratip Wallonia)                                | 44                |
| Česko (IFPI)                                              | 65                |
| Francie (SNEP)                                            | 34                |
| Kanada (Canadian Hot 100)                                 | 72                |
| Německo (Media Control AG)                                | 21                |
| Nový Zéland (RIANZ)                                       | 5                 |
| Rakousko (Ö3 Austria Top 40)                              | 54                |
| Slovensko (IFPI)                                          | 36                |
| Spojené státy americké Billboard Hot 100                  | 77                |
| Spojené státy americké Dance/Electronic Songs (Billboard) | 12                |
| Švédsko (Sverigetopplistan)                               | 54                |
| Švýcarsko (Schweizer Hitparade)                           | 59                |
| --------------------------------------------------------- | ----------------- |